# Pharaphodius levithorax
Pharaphodius levithorax es una especie de escarabajo del género Pharaphodius, tribu Aphodiini. Fue descrita científicamente por Bordat en 1992.
Se distribuye por Kenia. Mide aproximadamente 6,2 milímetros de longitud. Se ha registrado a elevaciones de 500-600 metros.